# Nowoje Tschaplino
Nowoje Tschaplino (russisch Новое Чаплино) ist ein Dorf (selo) im Autonomen Kreis der Tschuktschen (Russland) mit 419 Einwohnern (Stand 14. Oktober 2010).

## Geographie
Das Dorf liegt etwa 460 km Luftlinie östlich des Verwaltungszentrums des Autonomen Kreises Anadyr im östlichen Teil der Tschuktschen-Halbinsel am nördlichen Ufer der Tkatschenbucht des Beringmeers, östlich der in die Bucht ragenden Matlju-Halbinsel. Unmittelbar nördlich des Ortes befindet sich der 816 m hohe Berg Gora Srednjaja.
Nowoje Tschaplino gehört zum Stadtkreis Prowidenija; es ist von dessen namensgebendem Verwaltungssitz, der Siedlung Prowidenija, 20 km in nordöstlicher Richtung entfernt.

## Geschichte
Nowoje Tschaplino („Neu-Tschaplino“) wurde 1958 gegründet, um die überwiegend der Ethnie der Yupik angehörenden Bewohner des gut 30 km am Kap Tschaplin (Mys Tschaplina) gelegenen Dorfes Tschaplino (yupik Ungasik) sowie weiterer kleinerer Küstensiedlungen der Gegend (Kiwak, Plower, Tschetschen) dorthin umzusiedeln. Die Umsiedlung wurde bis 1959 abgeschlossen und das vormalige, nun als Staroje Tschaplino („Alt-Tschaplino“) bezeichnete Dorf aufgegeben. Die russische Bezeichnung von Kap und Dörfern ist vom Familiennamen Pjotr Tschaplins abgeleitet, eines Teilnehmers von Vitus Berings Erster Kamtschatkaexpedition 1728–1730.
Bis zur Bildung des Stadtkreises Prowidenija 2015 war Nowoje Tschaplino Sitz und einzige Ortschaft einer gleichnamigen Landgemeinde (selskoje posselenije) innerhalb des Rajons Prowidenski.

## Verkehr
Nowoje Tschaplino liegt an einer unbefestigten Piste, die von Prowidenija kommend, das einen Flughafen besitzt, weiter auf die östlich anschließende Halbinsel mit Kap Tschaplin führt. Außerdem ist das Dorf auf dem Wasserweg erreichbar.